# Lyndhurst (Australie-Méridionale)
Pour les articles homonymes, voir Lyndhurst.
Lyndhurst est une ville du nord-est de l'Australie-Méridionale qui se trouve au carrefour de la Strzelecki Track (en) et de la Oodnadatta Track (en). La ville s'est construite à l'origine, en 1878, à l'emplacement d'un embranchement ferroviaire.

## Histoire
Les premiers habitants de la région étaient la nation aborigène Kuyani (en). 
La ville est à l'extrémité sud de la Strzelecki Track, dont l'extrémité nord est à Innamincka. Il s'agissait autrefois d'une gare sur l'itinéraire original du train menant vers le nord, connu sous le nom de Great Northern Railway, qui devait atteindre Darwin, mais qui n'a finalement jamais rejoint Alice Springs. Le dernier train a emprunté cette ligne (nommée The Ghan) est en 1980. L'itinéraire a toujours été soumis aux intempéries et un itinéraire plus permanent a été construit à environ 200 kilomètres à l'ouest, puis étendu à Darwin en 2003. 
Lyndhurst obtient le statut de ville en 1896 et sert d'abord comme centre de fret pour les chemins de fer qui ont été connectés en 1882. Le mont Lyndhurst, à 30 kilomètres à l'est, a été nommé d'après le Lord grand chancelier britannique John Copley, 1er baron Lyndhurst par l'arpenteur du gouvernement Samuel Augustus Perry (en). Dans les années 1860, Thomas Elder a occupé de vastes zones dans la région nord de la chaîne de Flinders et a appelé la propriété Mount Lyndhurst.
La ville est progressivement abandonnée. En 2016, il restait 24 habitants. Il n'en reste plus que 3 en 2021.